# Liste des titres musicaux numéro un en Allemagne en 1990
Cette page liste les titres numéro un dans les meilleures ventes de disques en Allemagne pour l'année 1990 selon Media Control Charts. 
Les classements sont issus des 100 meilleures ventes de singles et des 100 meilleures ventes d'albums. Ils se déroulent du vendredi au jeudi, et sont publiés le mardi par l'industrie musicale allemande.

## Classement des singles
| №  | Date         | Artiste                 | Titre                        |
| -- | ------------ | ----------------------- | ---------------------------- |
| 1  | 5 janvier    | Phil Collins            | Another Day in Paradise      |
| 2  | 12 janvier   | Phil Collins            | Another Day in Paradise      |
| 3  | 19 janvier   | Phil Collins            | Another Day in Paradise      |
| 4  | 26 janvier   | Phil Collins            | Another Day in Paradise      |
| 5  | 2 février    | Phil Collins            | Another Day in Paradise      |
| 6  | 9 février    | Werner Wichtig          | Pump ab das Bier             |
| 7  | 16 février   | Werner Wichtig          | Pump ab das Bier             |
| 8  | 23 février   | Werner Wichtig          | Pump ab das Bier             |
| 9  | 2 mars       | Sinéad O'Connor         | Nothing Compares 2 U         |
| 10 | 9 mars       | Sinéad O'Connor         | Nothing Compares 2 U         |
| 11 | 16 mars      | Sinéad O'Connor         | Nothing Compares 2 U         |
| 12 | 23 mars      | Sinéad O'Connor         | Nothing Compares 2 U         |
| 13 | 30 mars      | Sinéad O'Connor         | Nothing Compares 2 U         |
| 14 | 6 avril      | Sinéad O'Connor         | Nothing Compares 2 U         |
| 15 | 13 avril     | Sinéad O'Connor         | Nothing Compares 2 U         |
| 16 | 20 avril     | Sinéad O'Connor         | Nothing Compares 2 U         |
| 17 | 27 avril     | Sinéad O'Connor         | Nothing Compares 2 U         |
| 18 | 4 mai        | Sinéad O'Connor         | Nothing Compares 2 U         |
| 19 | 11 mai       | Sinéad O'Connor         | Nothing Compares 2 U         |
| 20 | 18 mai       | Matthias Reim           | Verdammt, ich lieb’ Dich     |
| 21 | 25 mai       | Matthias Reim           | Verdammt, ich lieb’ Dich     |
| 22 | 1er juin     | Matthias Reim           | Verdammt, ich lieb’ Dich     |
| 23 | 8 juin       | Matthias Reim           | Verdammt, ich lieb’ Dich     |
| 24 | 15 juin      | Matthias Reim           | Verdammt, ich lieb’ Dich     |
| 25 | 22 juin      | Matthias Reim           | Verdammt, ich lieb’ Dich     |
| 26 | 29 juin      | Matthias Reim           | Verdammt, ich lieb’ Dich     |
| 27 | 6 juillet    | Matthias Reim           | Verdammt, ich lieb’ Dich     |
| 28 | 13 juillet   | Matthias Reim           | Verdammt, ich lieb’ Dich     |
| 29 | 20 juillet   | Matthias Reim           | Verdammt, ich lieb’ Dich     |
| 30 | 27 juillet   | Matthias Reim           | Verdammt, ich lieb’ Dich     |
| 31 | 3 août       | Matthias Reim           | Verdammt, ich lieb’ Dich     |
| 32 | 10 août      | Matthias Reim           | Verdammt, ich lieb’ Dich     |
| 33 | 17 août      | Matthias Reim           | Verdammt, ich lieb’ Dich     |
| 34 | 24 août      | Matthias Reim           | Verdammt, ich lieb’ Dich     |
| 35 | 31 août      | Matthias Reim           | Verdammt, ich lieb’ Dich     |
| 36 | 7 septembre  | DNA (de) & Suzanne Vega | Tom's Diner                  |
| 37 | 14 septembre | DNA (de) & Suzanne Vega | Tom's Diner                  |
| 38 | 21 septembre | DNA (de) & Suzanne Vega | Tom's Diner                  |
| 39 | 28 septembre | DNA (de) & Suzanne Vega | Tom's Diner                  |
| 40 | 5 octobre    | DNA (de) & Suzanne Vega | Tom's Diner                  |
| 41 | 12 octobre   | DNA (de) & Suzanne Vega | Tom's Diner                  |
| 42 | 19 octobre   | DNA (de) & Suzanne Vega | Tom's Diner                  |
| 43 | 26 octobre   | Londonbeat              | I've Been Thinking About You |
| 44 | 2 novembre   | Londonbeat              | I've Been Thinking About You |
| 45 | 9 novembre   | Enigma                  | Sadeness (Part I)            |
| 46 | 16 novembre  | Enigma                  | Sadeness (Part I)            |
| 47 | 23 novembre  | Enigma                  | Sadeness (Part I)            |
| 48 | 30 novembre  | Enigma                  | Sadeness (Part I)            |
| 49 | 7 décembre   | Enigma                  | Sadeness (Part I)            |
| 50 | 14 décembre  | Enigma                  | Sadeness (Part I)            |
| 51 | 21 décembre  | Enigma                  | Sadeness (Part I)            |
| 52 | 28 décembre  | Enigma                  | Sadeness (Part I)            |

## Classement des albums
| №  | Date         | Artiste               | Titre                            |
| -- | ------------ | --------------------- | -------------------------------- |
| 1  | 5 janvier    | Phil Collins          | ...But Seriously                 |
| 2  | 12 janvier   | Phil Collins          | ...But Seriously                 |
| 3  | 19 janvier   | Phil Collins          | ...But Seriously                 |
| 4  | 26 janvier   | Phil Collins          | ...But Seriously                 |
| 5  | 2 février    | Phil Collins          | ...But Seriously                 |
| 6  | 9 février    | Phil Collins          | ...But Seriously                 |
| 7  | 16 février   | Phil Collins          | ...But Seriously                 |
| 8  | 23 février   | Phil Collins          | ...But Seriously                 |
| 9  | 2 mars       | Phil Collins          | ...But Seriously                 |
| 10 | 9 mars       | Phil Collins          | ...But Seriously                 |
| 11 | 16 mars      | Phil Collins          | ...But Seriously                 |
| 12 | 23 mars      | Phil Collins          | ...But Seriously                 |
| 13 | 30 mars      | Sinéad O'Connor       | I do not want what I haven't got |
| 14 | 6 avril      | Sinéad O'Connor       | I do not want what I haven't got |
| 15 | 13 avril     | Sinéad O'Connor       | I do not want what I haven't got |
| 16 | 20 avril     | Sinéad O'Connor       | I do not want what I haven't got |
| 17 | 27 avril     | Sinéad O'Connor       | I do not want what I haven't got |
| 18 | 4 mai        | Sinéad O'Connor       | I do not want what I haven't got |
| 19 | 11 mai       | Sinéad O'Connor       | I do not want what I haven't got |
| 20 | 18 mai       | Sinéad O'Connor       | I do not want what I haven't got |
| 21 | 25 mai       | Sinéad O'Connor       | I do not want what I haven't got |
| 22 | 1er juin     | Sinéad O'Connor       | I do not want what I haven't got |
| 23 | 8 juin       | Die Toten Hosen       | Auf dem Kreuzzug ins Glück       |
| 24 | 15 juin      | Madonna               | I'm Breathless                   |
| 25 | 22 juin      | Die Toten Hosen       | Auf dem Kreuzzug ins Glück       |
| 26 | 29 juin      | Die Toten Hosen       | Auf dem Kreuzzug ins Glück       |
| 27 | 6 juillet    | New Kids on the Block | Step by Step                     |
| 28 | 13 juillet   | Matthias Reim         | Reim                             |
| 29 | 20 juillet   | Matthias Reim         | Reim                             |
| 30 | 27 juillet   | Matthias Reim         | Reim                             |
| 31 | 3 août       | Matthias Reim         | Reim                             |
| 32 | 10 août      | Matthias Reim         | Reim                             |
| 33 | 17 août      | Matthias Reim         | Reim                             |
| 34 | 24 août      | Bande Originale       | Pretty Woman                     |
| 35 | 31 août      | Bande Originale       | Pretty Woman                     |
| 36 | 7 septembre  | Bande Originale       | Pretty Woman                     |
| 37 | 14 septembre | Bande Originale       | Pretty Woman                     |
| 38 | 21 septembre | Bande Originale       | Pretty Woman                     |
| 39 | 28 septembre | Bande Originale       | Pretty Woman                     |
| 40 | 5 octobre    | Herbert Grönemeyer    | Luxus                            |
| 41 | 12 octobre   | Herbert Grönemeyer    | Luxus                            |
| 42 | 19 octobre   | Herbert Grönemeyer    | Luxus                            |
| 43 | 26 octobre   | Herbert Grönemeyer    | Luxus                            |
| 44 | 2 novembre   | Herbert Grönemeyer    | Luxus                            |
| 45 | 9 novembre   | Herbert Grönemeyer    | Luxus                            |
| 46 | 16 novembre  | Westernhagen          | Live                             |
| 47 | 23 novembre  | BAP                   | X für'e U                        |
| 48 | 30 novembre  | Phil Collins          | Serious Hits… Live!              |
| 49 | 7 décembre   | Phil Collins          | Serious Hits… Live!              |
| 50 | 14 décembre  | Phil Collins          | Serious Hits… Live!              |
| 51 | 21 décembre  | Phil Collins          | Serious Hits… Live!              |
| 52 | 28 décembre  | Phil Collins          | Serious Hits… Live!              |

## Hit-Parade de l'année
| Singles | Albums |
| --- | --- |
| 1. Matthias Reim – Verdammt, ich lieb’ Dich 2. Sinéad O’Connor – Nothing Compares 2 U 3. Snap! – The Power 4. UB40 – Kingston Town 5. DNA (de) feat. Suzanne Vega – Tom's Diner 6. Snap! – Ooops Up 7. Guru Josh – Infinity (1990s... Time for the Guru) 8. Roxette – It Must Have Been Love 9. Nick Kamen – I Promised Myself 10. Twenty 4 Seven feat. Capt. Hollywood & Nance – I Can’t Stand It | 1. Phil Collins – ...But Seriously 2. Sinéad O’Connor – I Do Not Want What I Haven’t Got 3. Kuschelrock 3 – Verschiedene Interpreten |